# بلانش بینگلی
 بلانش بینگلی (انگلیسی: Blanche Bingley؛ زادهٔ ۳ نوامبر ۱۸۶۳ درگذشته ۶ اوت ۱۹۴۶) یک تنیس‌باز اهل بریتانیا بود.